# 宝樹寺 (岐阜市)
宝樹寺（ほうじゅじ）は岐阜県岐阜市曽我屋にある聖観世音菩薩を本尊とする高野山真言宗の寺院で、山号は龍池山。美濃新四国50番札所。
伝承によれば空海が開いたとされるが、その経緯等については不詳。江戸時代前期の慶安年間に浄瑠璃院と称していたことが分かっている。天正17年（1589年）、快亮が中興を果たした。小野正法寺末寺。